# Amadeus William Grabau

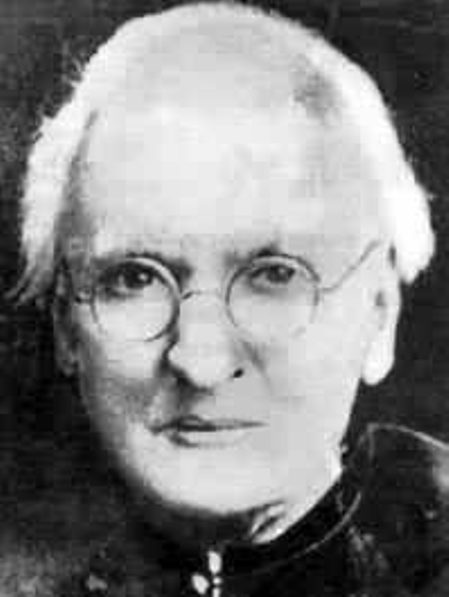
Amadeus William Grabau

Amadeus William Grabau (* 9. Januar 1870 in Cedarburg, Wisconsin; † 20. März 1946 in Peking) war ein amerikanischer Paläontologe und Geologe mit deutschen Großeltern.

## Leben
Amadeus William Grabau war Fakultäts-Mitglied am Massachusetts Institute of Technology und am Rensselaer Polytechnic Institute. 1901 heiratete Grabau die Schriftstellerin Mary Antin, die aus einer jüdisch-gläubigen Familie stammte. Er wurde zum Professor an der Columbia University in New York berufen. 1907 wurde ihre Tochter Josephine Esther geboren. 1919 wurde Grabau an die Peking-Universität berufen. Ein Teil seines Lebenswerks war die geologische Kartierung Chinas, so dass er als der „Vater der chinesischen Geologie“ bekannt wurde. Er war außerdem ein produktiver Autor und veröffentlichte mehr als zehn Bücher in der ersten Hälfte des 20. Jahrhunderts. Grabau entwickelte während seines wissenschaftlichen Lebens mehrere geowissenschaftliche Theorien, darunter zu Rhythmen im Wachstum der Erdkruste und zur Gebirgsbildung.
Der Autor Allan Mazur von der Syracuse University verfasste eine Biografie über Grabau und seine Frau mit dem Titel „A Romance in Natural History: The Lives and Works of Amadeus Grabau and Mary Antin“.

## Mitgliedschaften
- 1912 Mitglied der Paläontologischen Gesellschaft[2]

## Ehrungen
Im Jahr 1925 wurde Grabau zum Mitglied der Leopoldina gewählt. 1936 wurde Grabau für seine Verdienste auf dem Gebiet der Geologie und der Paläontologie mit der Mary Clark Thompson Medal ausgezeichnet. Nach ihm wurde Dorsum Grabau benannt, ein Bergrücken des Mondes.

## Schriften
Grabau verfasste eine Reihe von Büchern:
- North American Index Fossils (1909, 1910)
- Principles of Stratigraphy (1913)
- Textbook of Geology (1920–21) Zwei Bände
- Silurian Fossils of Yunnan (1920)
- Ordovician Fossils of North China (1921)
- Paleozoic Corals of China (1921)
- Stratigraphy of China (1924–25)
- Migration of Geosynclines (1924)
- Early Permian Fossils of China (1934)
- Rhythm of the Ages (1940)